# آيت عمر القبلانية (آيت ميلك)
آيت عمر القبلانية هي إحدى مشيخات المملكة المغربية، تتبع جغرافيا لإقليم شتوكة آيت باها وإداريًا لآيت ميلك. يقدر عدد سكانها بـ 2775 نسمة حسب الإحصاء الرسمي للسكان والسكنى لسنة 2004.